# Esticomitia (métrica)
La esticomitia  (del griego στιχομυθία, stichomythía) es un fenómeno métrico que tiene lugar cuando, en una sucesión de versos, la unidad sintáctica coincide con la unidad métrica, esto es, consiste en el «ajuste entre la forma sintáctica y la forma versal» o, en otras palabras, en la «correspondencia exacta entre las frases y versos de una estrofa, de forma que cada verso sea una frase». Etimológicamente, deriva del griego στιχoϛ (‘fila, línea, renglón, verso’) + μυθoϛ (‘habla’).
El fenómeno opuesto a la esticomitia es el encabalgamiento, que se produce cuando hay una ruptura entre estas dos unidades porque la sintáctica excede los límites de la métrica o versal. Ello produce efectos estilísticos antitéticos a los producidos por la esticomitia, que Isabel Paraíso cifra en los siguientes pares: serenidad / agitación; lentitud / prisa; calma / angustia; inmovilidad / movimiento; racionalidad / emoción; etcétera. Los ejemplos de dos poemas de José Hierro que allí menciona permiten observar dichos efectos:

Toqué la creación con mi frente.

Sentí la creación en mi alma.

Las olas me llamaron a lo hondo.

Y luego se cerraron las aguas.
Llega a mi lado. Trae

una rama. (Se mueve

irreal: su elemento

es la música. Viene

quebrando los silencios

maravillosamente).

## Origen y cronología de uso
La tendencia natural de la poesía es a ocupar cada renglón o unidad rítmica con una unidad de sentido, de tal manera que este quede potenciado mediante ese aislamiento de la materia fónica entre el silencio inicial y la pausa final del verso. La esticomitia es, por tanto, más que una simple convención, y puede observarse en la lírica de casi todas las tradiciones: «La poesía grecolatina, la bíblica (originariamente prosa, dispuesta en esticomitia por San Jerónimo en su Vulgata), o en lengua española la épica y la lírica primitivas, respetan la esticomitia versal».
A lo largo de toda la literatura hispánica hay un predominio de versos esticomíticos —la esticomitia puede encontrarse en las manifestaciones poéticas más antiguas, tanto en el Cantar de mio Cid como en el mester de clerecía y, en general, es común en los versos de arte mayor—, pero pueden encontrarse ya algunos encabalgamientos desde el siglo xv. Esa tendencia aumentará en los siglos xix y xx, incluso con la popularización del verso libre; quienes empiezan a cultivarlo en Francia justifican su uso «precisamente por la esticomitia: cada línea poética debe contener un pensamiento completo, con independencia de su extensión; pero pronto el encabalgamiento gana terreno también en el verso libre».